# Список знаменосцев Богемии на Олимпийских играх
Это список знаменосцев, которые представляли Богемию на Олимпийских играх.
Знаменосцы несут национальный флаг своей страны на церемонии открытия Олимпийских игр.
| # | Год, Место      | Сезон | Имя Фамилия      | Вид спорта                            |
| - | --------------- | ----- | ---------------- | ------------------------------------- |
| 1 | 1908, Лондон    | Лето  | Мирослав Сустера | Лёгкая атлетика и Любительская борьба |
| 2 | 1912, Стокгольм | Лето  | Иржи Кодл        | Теннис                                |